# Naima Mora
Naima Mora, född 1 mars 1984 i Detroit, Michigan, är en amerikansk fotomodell och vinnare av dokusåpan America's Next Top Models fjärde säsong. Hon korades som Amerikas nästa toppmodell i amerikansk TV den 19 maj 2005. I Sverige sändes avsnittet på TV3 den 10 augusti 2005. Hon har nu ett kontrakt som modell med Ford Models och Covergirl.